# Juvigny-le-Tertre
Juvigny-le-Tertre är en kommun i departementet Manche i regionen Normandie i norra Frankrike. Kommunen ligger i kantonen Juvigny-le-Tertre som tillhör arrondissementet Avranches. År 2018 hade Juvigny-le-Tertre 600 invånare.

## Befolkningsutveckling
Antalet invånare i kommunen Juvigny-le-Tertre
| Referens: INSEE |